# Altichiero
Altichiero (neve születési helye után Altichiero da Zevio; Zevio, 1330 körül – Pádua, 1395 körül) itáliai freskófestő, a reneszánsz előfutára festőtársával, Jacopo Avanzival együtt.

## Életpályája
A felső-itáliai festészet naturalista irányának nagy elindítója festőbarátjával. Eredetileg példaképeik lehettek Orcagna és Giotto. A két mester első közös műve a veronai Scaliger-palota dísztermének kifestése, e díszterem freskódíszei nem maradtak fenn, a padovai palotában festett freskóik a Jugurtha-féle háborúk egyes jeleneteit ábrázolták, ezek sem maradtak fenn. Történeti és világi tárgyú képeik is elpusztultak mind Padovában, mind Veronában.
A padovai Szent Antal-bazilika, Szent Jakab és Szent Félix-kápolnájának freskódíszei azonban fennmaradtak, ezeket 1379-ben fejezte be a két mester. Itt találjuk a mesterektől a Szent Jakab életét ábrázoló freskókat, egy Golgota képet, Szent György oratóriumának nagy freskósorozatát a tituláris szent és a Szent Lúcia legendájával. A freskók meglepően élénkek és a trecento művészetétől mintegy eltérően igen valószerűek, melyek később erős hatást gyakoroltak nemcsak Padova, hanem egész Észak-Itália festészetére.